# Kyriakos Ioannou
Kyriakos Ioannou (Grieks: Κυριάκος Ιωάννου) (Limasol, 26 juli 1984) is een Grieks-Cypriotische atleet, die is gespecialiseerd in het hoogspringen. Hij won diverse nationale titels in deze discipline. Ook nam hij viermaal deel aan de Olympische Spelen. In 2004 en 2008 werd hij beide keren uitgeschakeld in de kwalificatieronde.

## Loopbaan
Kyriakos Ioannou won met 2,23 m een bronzen medaille op de Gemenebestspelen in 2006. Hij vertegenwoordigde Cyprus op de Olympische Spelen van 2004 in Athene, maar met een sprong van 2,25 sneuvelde hij in de kwalificatieronde. Vier jaar later bleef hij met 2,25 op de Olympische Spelen van 2008 in Peking eveneens steken in de kwalificatieronde.
Zijn beste internationale prestaties leverde Ioannou tot nu toe in 2009: op de Europese indoorkampioenschappen in Turijn veroverde hij een zilveren medaille. Een half jaar later greep hij op de wereldkampioenschappen in Berlijn opnieuw naar het zilver; achter Jaroslav Rybakov eindigde Ioannou na een zeer spannende finale, waarbij de nummers één tot en met vier allemaal over 2,32 sprongen, op de tweede plaats.
Op de Olympische Spelen van 2012 in Londen plaatste hij zich voor de finale. Daar werd hij dertiende door 2,20 te springen.
Vier jaar later leverde hij op de Olympische Spelen in Rio de Janeiro zijn beste olympische prestatie. In de Braziliaanse stad eindigde hij met 2,29 op een gedeelde zevende plaats.
Kyriakos Ioannou is aangesloten bij Gymnastikos Syllogos Olympia in Limasol.

## Titels
- Grieks kampioen hoogspringen - 2005[1]
- Grieks indoorkampioen hoogspringen - 2005, 2006

## Persoonlijke records
| Onderdeel              | Prestatie   | Datum            | Plaats   |
| ---------------------- | ----------- | ---------------- | -------- |
| hoogspringen (outdoor) | 2,35 m (NR) | 29 augustus 2007 | Belgrado |
| hoogspringen (indoor)  | 2,32 m (NR) | 7 februari 2008  | Novi Sad |

## Prestaties

### Kampioenschappen
| Jaar | Wedstrijd              | Plaats         | Resultaat | Extra  |
| ---- | ---------------------- | -------------- | --------- | ------ |
| 2005 | WK                     | Helsinki       | 10e       | 2,25 m |
| 2005 | Middellandse Zeespelen | Almería        | 1e        | 2,24 m |
| 2006 | Gemenebestspelen       | Melbourne      | 3e        | 2,23 m |
| 2007 | WK                     | Osaka          | 3e        | 2,35 m |
| 2008 | WK indoor              | Valencia       | 3e        | 2,30 m |
| 2009 | EK indoor              | Turijn         | 2e        | 2,29 m |
| 2009 | WK                     | Berlijn        | 2e        | 2,32 m |
| 2009 | Wereldatletiekfinale   | Thessaloníki   | 7e        | 2,22 m |
| 2010 | WK indoor              | Doha           | 4e        | 2,28 m |
| 2012 | OS                     | Londen         | 13e       | 2,20 m |
| 2016 | OS                     | Rio de Janeiro | 7e        | 2,29 m |

### Diamond League-podiumplaatsen
| Jaar | Wedstrijd                       | Plaats   | Resultaat | Extra  |
| ---- | ------------------------------- | -------- | --------- | ------ |
| 2010 | Athletissima                    | Lausanne | 3e        | 2,30 m |
| 2011 | Qatar Athletic Super Grand Prix | Doha     | 2e        | 2,33 m |
| 2011 | Bislett Games                   | Oslo     | 1e        | 2,28 m |